# Kristiina Wheeler
Kristiina Wheeler (Hitchin, 8 luglio 1983) è una cantante finlandese con origini britanniche.

## Biografia
Nata in una cittadina dell'Inghilterra da padre britannico e da madre finlandese, Kristiina Wheeler si è trasferita con la famiglia in Finlandia all'età di 6 anni. È salita alla ribalta nel 2005, quando ha cantato You'll Be Gone, la colonna sonora del film Tyttö sinä olet tähti. Il brano ha raggiunto la 18ª posizione della Suomen virallinen lista.
Nel 2008 è uscito il suo album di debutto Hitchin to Helsinki, prodotto da Chisu e anticipato dal singolo Sunny Day che si è piazzato 19º in classifica. Il suo secondo disco del 2012, Sirpaleista koottu, ha visto il passaggio della sua musica dalla lingua inglese al finlandese; ha debuttato alla 31ª posizione della classifica degli album. Il suo terzo album, Kun katson kauempaa, è uscito nel 2015.
Da febbraio a dicembre 2012 Kristiina Wheeler ha co-presentato con Cristal Snow il programma Sunnuntaisirkus su YleX. Nel maggio dello stesso anno ha inoltre presentato i punti finlandesi all'Eurovision Song Contest 2013.

## Discografia

### Album in studio
- 2008 – Hitchin to Helsinki
- 2012 – Sirpaleista koottu
- 2015 – Kun katson kauempaa

### Singoli
- 2005 – You'll Be Gone
- 2008 – Sunny Day
- 2008 – Annie and I
- 2009 – Rainy Helsinki
- 2009 – Wrong
- 2010 – Kiitos kun muistit
- 2011 – Ihanaa
- 2011 – Sininen sydän
- 2012 – Ensimmäinen nainen
- 2013 – Muukalainen
- 2013 – Rikki
- 2014 – Mitä jää
- 2015 – Kaiken keskellä (feat. Antti Kleemola)
- 2015 – Tuhat kertaa